# Bror August Danelius
Bror August Willgodt Danelius, född 31 december 1833 i Klara församling, Stockholm, död 16 januari 1908 i Katarina församling, Stockholm, var en svensk grosshandlare och kommunalpolitiker.
Daneliuska huset vid Stureplan i Stockholm är uppkallat efter honom.
Bror August Danelius var son till vaktmästaren Anders Danelius och Johanna Charlotta Zetterström.  Han utbildade sig vid Georgii handelsinstitut i Stockholm 1849-50 och blev grosshandlare i Stockholm 1868. År 1874 grundade han en fabrik för maskinmässig tillverkning av fiskegarn, Svenska fiskredskapsaktiebolaget. Han var också en av stiftarna till  Svenska Stålpressningsaktiebolaget i Olofström 1887,
Han var gift från 1870 med Gerda Charlotta Sofia Wetterling (1846-1922). Han lämnade efter sig över åtta och en halv miljon kronor, vilket bland annat ledde till instiftandet av Stiftelsen B A Danelii donationsfond.